# Héctor González Baeza
Héctor González Baeza (Barakaldo, 16 maggio 1986) è un ciclista su strada spagnolo di origine basca, professionista dal 2008 al 2011. In carriera ha partecipato al Giro d'Italia 2009.

## Carriera
Da junior partecipò ai campionati del mondo 2004 a Verona, gareggiando nella prova in linea di categoria. Da dilettante vinse invece una tappa alla Bidasoa Itzulia e una alla Bizkaiko Bira nel 2006; passò quindi professionista all'inizio del 2008 con la squadra spagnola Saunier Duval-Scott.
I principali successi da pro sono stati una tappa al Tour de Beauce e una al Tour de la Guadeloupe nel 2010, e una frazione alla Volta a Galicia nel 2011, corsa open non UCI in cui ha ottenuto anche il secondo posto nella generale. Nel 2009 ha partecipato al Giro d'Italia con la squadra Fuji-Servetto (già Saunier Duval) concludendo al 103º posto.

## Palmarès
- 2006

2ª tappa Bidasoa Itzulia (Hendaye/Ficoba > Lesaka)
4ª tappa Bizkaiko Bira (Lemoiz)
- 2010

6ª tappa Tour de Beauce (Saint-Georges > Saint-Georges)
5ª tappa Tour de Guadeloupe (Vieux-Habitants > Les Abymes)

### Altri successi
- 2011

3ª tappa Volta a Galicia (Cuntis > Cuntis)

## Piazzamenti

### Grandi Giri
- Giro d'Italia

2009: 103º

### Competizioni mondiali
- Campionati del mondo

Verona 2004 - In linea Juniores: ritirato